# Takakia ceratophylla
Espèce
Synonymes
- Lepidozia ceratophylla Mitt. (obsolète)

Takakia ceratophylla est une espèce de mousses de la famille des Takakiaceae, l'une des deux espèces de Takakia.

## Description
Certaines caractéristiques similaires à celles des mousses comprennent la présence d'une columelle, d'un pied effilé et d'une calyptre, l'allongement et la torsion de la soie et l'absence d'élatères.  Alors que des structures telles que les rhizoïdes, les stomates du sporange, l'opercule et les dents du péristome ne sont pas différenciées chez cette espèce.

### Reproduction
La reproduction asexuée est caduque. Les apex cassants des pousses tombent facilement les spores se propagent en de nouvelles pousses.

## Biotope et répartition

### Environnement
Takakia ceratophylla a un habitat similaire à Takakia lepidozioides, mais on peut également le trouver dans les zones de neige tardive. Il se développe particulièrement sur les zones rocheuses telles de falaises intérieures ou de montagne.

### Répartition géographique

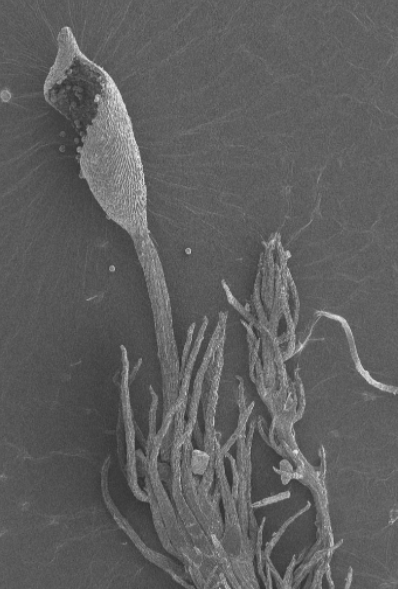
Sporophyte de Takakia ceratophylla

Cette mousse était majoritairement présente sur la côte ouest de l'Amérique du Nord, puis au Népal, en Asie du Sud-Est et au Nord de l'Europe. Toutefois, actuellement, leur présence diminue et ces espèce sont de moins en moins recensées.

## Classification
Cette plante fut découverte pour la première fois dans l'Himalaya. Il fut alors recensé par William Mitten en 1861 comme une nouvelle espèce d'hépatique (Lepidozia ceratophylla). C'est au XXe siècle que de nouveau spécimen furent mis au jour et que les bryologues se repenchèrent sur sa classification. Ces plantes comprenaient beaucoup de caractéristiques inhabituelles. Un nouveau genre fut créé (en l'occurence Takakia) et l'espèce fut renommée Takakia ceratophylla.